# Harshvardhan Kapoor
Pour les articles homonymes, voir Kapoor.
Harshvardhan Kapoor (1990 - ) est un acteur indien qui commence sa carrière à Bollywood dans le film Mirzya réalisé par Rakeysh Omprakash Mehra.

## Biographie
Harshvardhan est le fils de l'acteur Anil Kapoor et de la créatrice de mode Sunita Bhavnani Kapoor. Il est aussi le plus jeune frère de l'actrice Sonam Kapoor et de la productrice Rhea Kapoor. 
Il a été assistant réalisateur pour Anurag Kashyap sur le tournage de Bombay Velvet.

## Carrière
Harshvadhan commence sa carrière à Bollywood dans le film Mirzya réalisé par Rakeysh Omprakash Mehra. Le film est une adaptation contemporaine d'une légende punjabi relatant l'histoire d'amour tragique de Mirza et Sahiban. Il partage l'écran avec l'actrice Saiyami Kher.
Dans son second film, le drame social Bhavesh Joshi qui a été réalisé par Vikramaditya Motwane, il incarne un justicier gujarati combattant la corruption.
Harshvardhan incarnera le médaillé olympique Abhinav Bindra, le premier sportif indien à remporter une médaille d'or aux Jeux Olympiques dans une compétition individuelle en remportant l'épreuve de tir à la carabine à air comprimé à 10 mètres le 11 août 2008 lors des Jeux olympiques de Pékin.

## Filmographie

### Au cinéma
| Année  | Film                  | Rôle              | Réalisateur             | Partenaire(s) | Note |
| ------ | --------------------- | ----------------- | ----------------------- | ------------- | ---- |
| 2016   | Mirzya                | Mirza/Munish/Adil | Rakeysh Omprakash Mehra | Saiyami Kher  |      |
| 2018   | Bhavesh Joshi         | Bhavesh Joshi     | Vikramaditya Motwane    | Radhika Apte  |      |
| Projet | Abhinav Bindra biopic | Abhinav Bindra    | Kannan Iyer             | Anil Kapoor   |      |

### À la télévision
| Année | Série              | Rôle               | Réalisateur                                      | Partenaire(s) | Note |
| ----- | ------------------ | ------------------ | ------------------------------------------------ | ------------- | ---- |
| 2021  | Signé Satyajit Ray | Vikram "Vik" Arora | Srijit Mukherji , Vasan Bala et Abhishek Chaubey |               |      |

## Récompenses
| Année | Film   | Prix               | Categorie                | Résultat |
| ----- | ------ | ------------------ | ------------------------ | -------- |
| 2016  | Mirzya | Star Screen Awards | Meilleur espoir masculin | Lauréat  |
| 2016  | Mirzya | Stardust Award     | Meilleur espoir masculin | Lauréat  |